# Cantón de Domérat-Montluçon-Noroeste
El cantón de Domérat-Montluçon-Noroeste era una división administrativa francesa que estaba situada en el departamento de Allier y la región de Auvernia.

## Composición
El cantón estaba formado por una comuna y una fracción de la comuna de Montluçon:
- Domérat
- Montluçon (fracción)

## Supresión del cantón de Domérat-Montluçon-Noroeste
En aplicación del Decreto núm. 2014-265, de 27 de febrero de 2014, el cantón de Domérat-Montluçon-Noroeste fue suprimido el 22 de marzo de 2015 y sus 2 comunas pasaron a formar parte del nuevo cantón de Montluçon-1.